# Helmut Ullmann
Helmut Ullmann (* 5. Mai 1930 in Wittigsthal; † 1991 in Leipzig) war ein deutscher Bauingenieur und Architekt.

## Leben und Wirken
Ullmann wurde als Sohn eines Arbeiters im Haus Wittigsthalstraße 1 in Wittigsthal bei Johanngeorgenstadt geboren. Nachdem er die Schule abgeschlossen hatte, erlernte er zwischen 1944 und 1945 bei den Junkers Flugzeug- und Motorenwerken (JFM) in Dessau den Beruf des technischen Zeichners. In der Nachkriegszeit erlernte er noch das Tischler- und Maurerhandwerk.
1949 begann er ein Studium an der Ingenieurschule für Bauwesen Glauchau, das er 1952 als Bauingenieur abschloss. Von 1952 bis 1953 war er als Assistent und von 1953 bis 1960 als Dozent an dieser Ingenieurschule tätig.
Nebenbei errichtete Ullmann in der Umgebung von Glauchau zahlreiche Gebäude. In Glauchau, Auerbach und Leipzig entstanden 11 Einfamilienhäuser für private Bauherren. Ullmann errichtete außerdem eine Kindertagesstätte in Oberwiera, einen Kindergarten in Auerbach und das Kulturhaus in Schneeberg. Diese Gebäude wurden alle von 1953 bis 1954 erbaut.
Ab 1960 war er für den VEB Hochbauprojektierung I in Leipzig tätig. Von 1961 bis 1962 war er mit der Planung des Wiederaufbaus des Leipziger Friedrich-Engels-Platzes und des Leipziger Brühls beauftragt. Von 1962 bis 1963 baute er die kriegszerstörten Gebäude wieder auf.
Von 1962 bis 1964 entstand nach seinen Entwürfen das Bürogebäude des VEB Chemieanlagenbau und Montagekombinat am Georgiring neben der Hauptpost zwischen Karl-Marx-Platz und Schützenstraße. Es handelte sich um einen 6-7-geschossigen Stahlbeton-Skelettmontagebau (2 MP) mit Vorhangfassade und 440 Büroplätzen. Das Gebäude wurde in den 1990er Jahren abgerissen. An dessen Stelle entstand ein Bürogebäude der Commerzbank (heute: „Haus an der Oper“, Georgiring Nr. 3 – u. a. Sitz der Leipziger Verkehrsbetriebe).
Von 1964 bis 1965 baute Ullmann – in Zusammenarbeit mit dem Architekten Wolfgang Scheibe – das „Hotel Deutschland“ in Leipzig, später umbenannt in „Interhotel am Ring“ (heute: „Radisson Blu Hotel Leipzig“). Es war das größte der drei neuerbauten Leipziger Hotels. Es bestand aus einem Flachtraktbau mit Stahlbetonskelett und einem siebengeschossigen Bettenhaus in 5-MP-Querwandbauweise. Horizontale Fassadengliederungen kennzeichneten den Bau, außerdem Brüstungen mit farbigen Keramikplastiken. Die bildkünstlerische Gestaltung erfolgte durch Gerhard Eichhorn (1927–2015).
Im Jahre 1964 wurde er vom Rat der Stadt Leipzig zum Stadtarchitekten berufen. Diese Aufgabe hatte Ullmann bis 1967 inne.
1967 ging er als Komplexarchitekt zum VEB Bau- und Montagekombinat Süd in Leipzig. Hier beteiligte er sich 1968 an dem intern ausgeschriebenen Ideenwettbewerb für den Karl-Marx-Platz einschließlich des Hochhauses der Karl-Marx-Universität (1968/1972) und des 2005 abgebrochenen Hauptgebäudes der Karl-Marx-Universität (1968/1974). Unter der Leitung von Hermann Henselmann (1905–1995) und Horst Siegel (1934–2020) sowie in Zusammenarbeit mit dem Büro des Stadtarchitekten (Ambros G. Gross), der DBA-Experimentalwerkstatt (Karl Sommerer) und schließlich dem WBK Leipzig (Helmut Ullmann) erfolgte durch Ullmann die Grundkonzeption zum Bau des Hochhauses der Karl-Marx-Universität und des Hauptgebäudes der Karl-Marx-Universität. Von 1968 bis 1975 wurden die Gebäude von Ullmann und von seinen Kollegen Rudolf Skoda (1931–2015), Volker Sieg (* 1937) und Eberhard Göschel (1943–2022) erbaut.
Das von 1968 bis 1972 erbaute Uni-Hochhaus ist ein markant figuraler Bau und hat die Form eines aufgeschlagenen Buches. Gebaut wurde es im Stil einer „semantischen Architekturkonzeption der Bedeutungsübertragung durch symbolische Bildhaftigkeit der Gebäude, die das Charakteristische einer Stadt mittels einer quasi überdimensionalen Plastik zum Ausdruck bringen soll. So soll das größte Hochhaus als ein gigantisches, aufgeschlagenes Buch gedeutet werden, die geschwungene Dachspitze assoziiert zusätzlich auch das Bild einer wehenden Fahne“. Das 2005 abgebrochene Hauptgebäude der Karl-Marx-Universität bildete zu DDR-Zeiten das „politische und geistig-kulturelle Zentrum der Stadt“: „Für das Stadtzentrum war die Errichtung des Neubaukomplexes der Karl-Marx-Universität die entscheidende Etappe bei der Gestaltung des politischen und geistig-kulturellen Mittelpunktes der Messestadt“.

Bauten von Helmut Ullmann
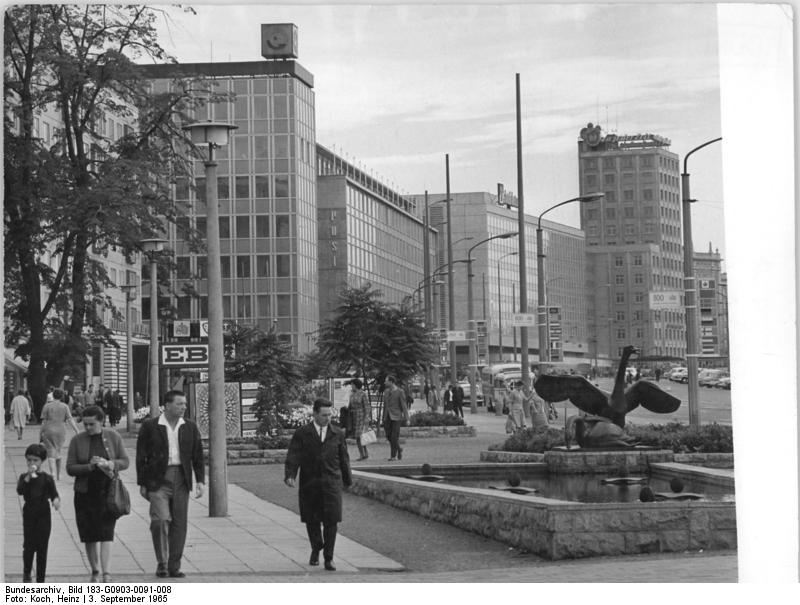
Bürogebäude des VEB Chemieanlagenbau und Montagekombinat am Leipziger Georgiring (1965)
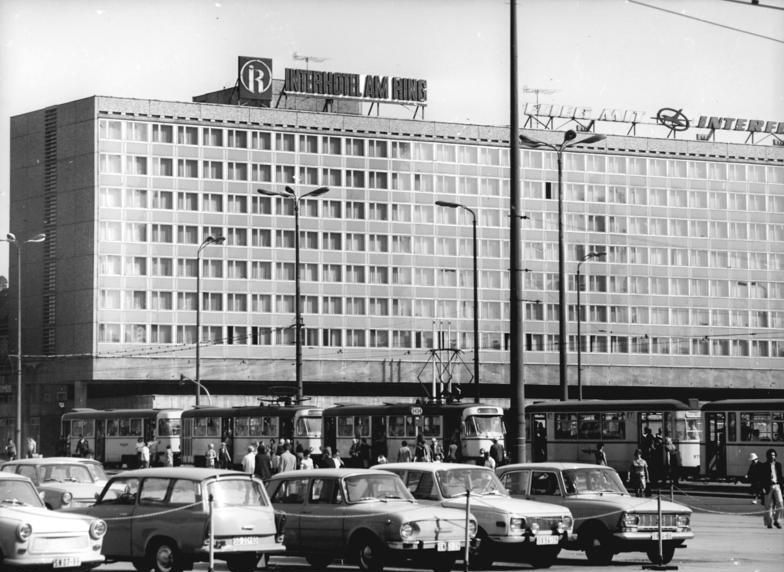
Leipziger „Interhotel am Ring“ (1974)
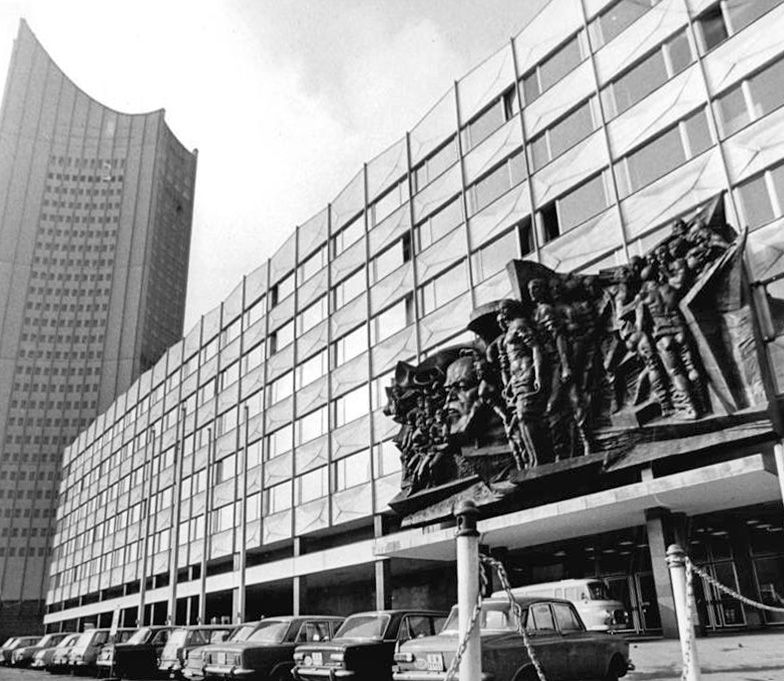
Hauptgebäude der Karl-Marx-Universität Leipzig mit Bronzerelief Aufbruch und Uni-Hochhaus (1975)
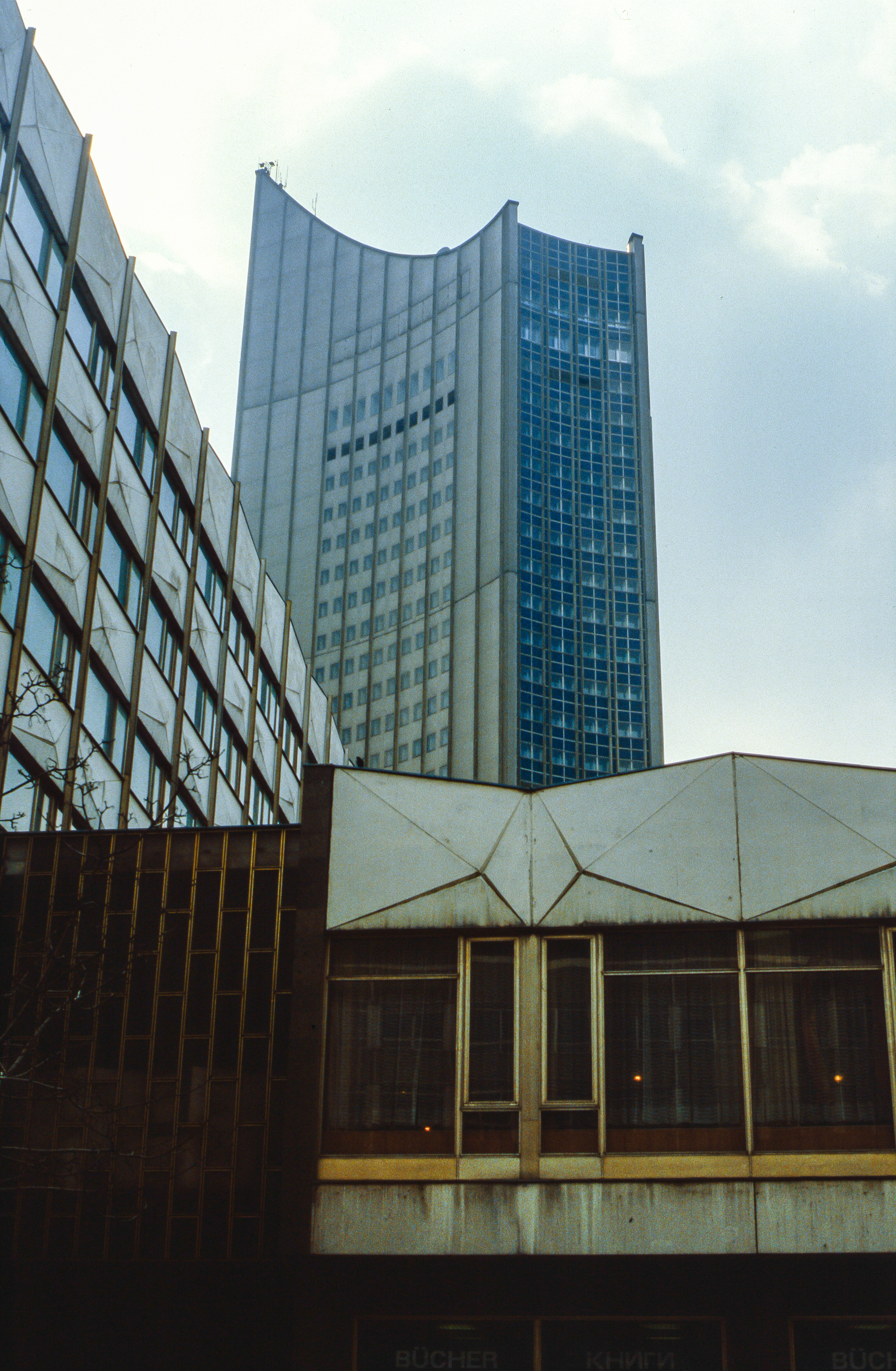
Hauptgebäude der Karl-Marx-Universität Leipzig, Uni-Hochhaus und Seminargebäude (1986)

## Auszeichnungen
Ullmann wurde mehrfach ausgezeichnet. Er erhielt zahlreiche Auszeichnungen, u. a. die Schinkel-Medaille.

## Publikationen
- Helmut Ullmann: Neubaukomplex der Karl-Marx-Universität in Leipzig. In: Deutsche Architektur 1974, Nr. 2, S. 72–91.
- Helmut Ullmann: Zur Gestaltung des WBS 70 im VEB Baukombinat Leipzig. In: Architektur der DDR 1980, Nr. 6, S. 342–346.